# 歐洲商學院
歐洲商學院（英語：EU Business School(EUBS)）是一所擁有多個校區的私立商學院，總部位於瑞士。
學校行政機構設於瑞士伊沃爾訥，校區分佈於瑞士日內瓦及蒙特勒、西班牙巴賽隆納和德國慕尼黑，所有校區皆以英文授課。
CEO雜誌評比MBA課程為歐洲與全球第一等級。
QS世界大學排名評比EUBS為歐洲商學院第35名。
中國經濟雜誌(中經) 評比為全球20大商學院之一。

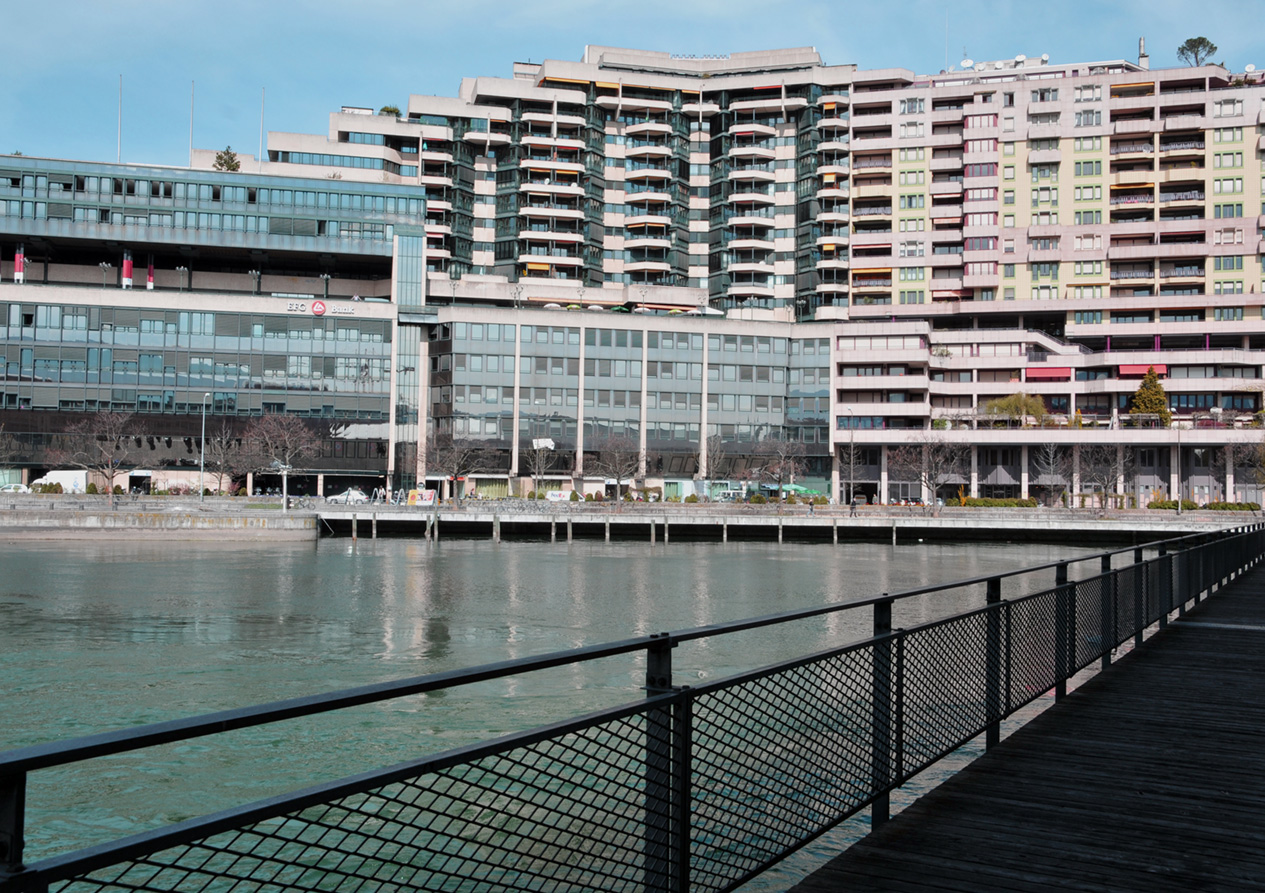
歐洲商學院日內瓦校區

## 學校歷史
哈威耶·涅伯丁於1973年在安特衛普創立該校，此後院長多明尼克·若祖又於1982年在布魯塞爾建立了校區。目前擔任校長及聯合國教科文組織國際關係、工商管理和企業管理教席的是德克·克拉恩博士。 克拉恩於1977年以助理教員身份加入該校，1985年開始擔任蒙特勒校區教授及院長，1998年成為新一任校長。克拉恩於2012年被羅斯托夫國立大學經濟學院授予榮譽教授稱號，並於2014年榮獲比利時皇家勳章。 克拉恩博士同時還是國際大學校長協會成員。

## 課程計劃
該校提供英文商業教學課程。課程計劃分為本科生及研究生階段，學位包括工商管理學士、碩士及博士（BBA、MBA及DBA）。

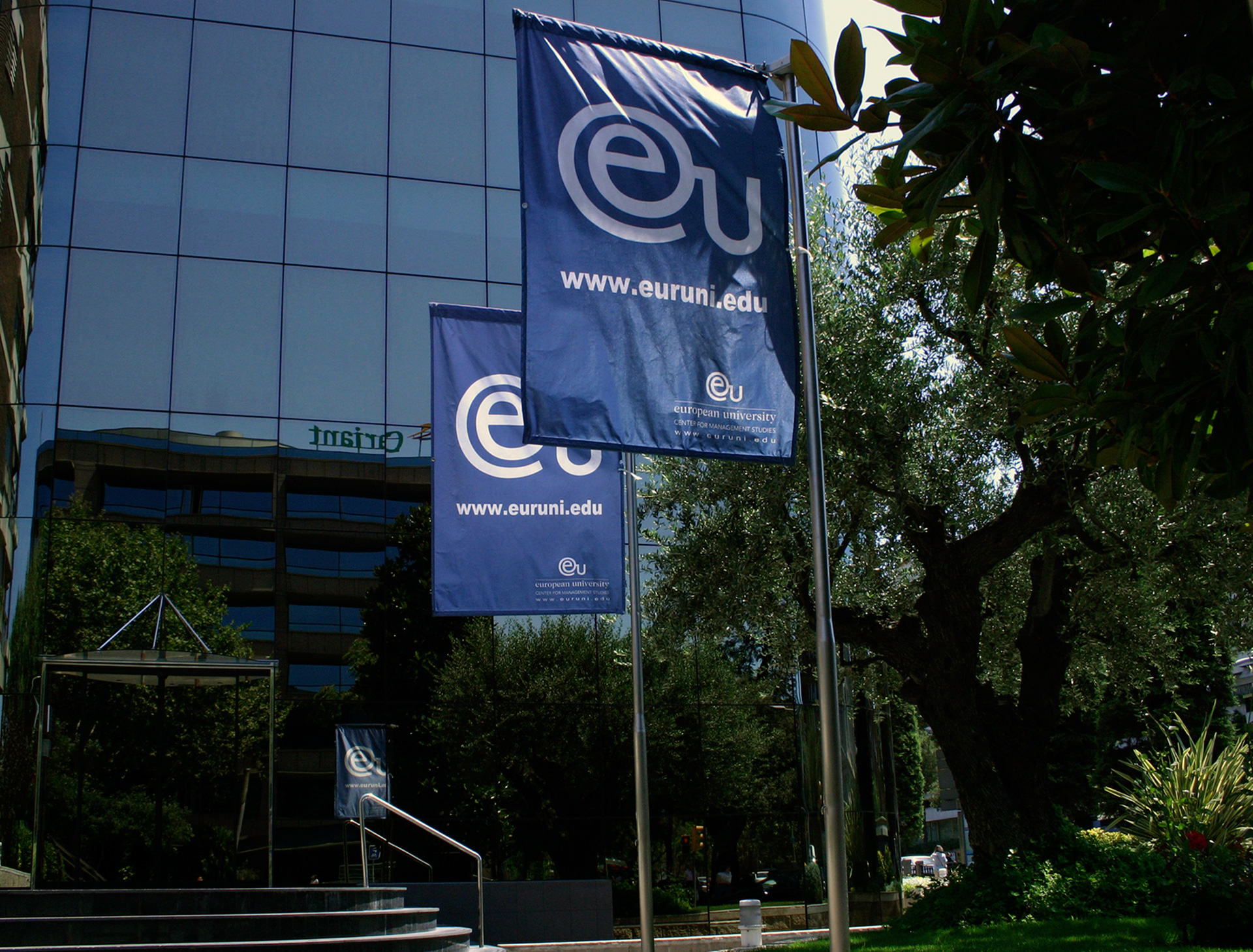
European University Barcelona

本科及研究生課程包含多個學科，有大眾傳媒與公共關係、休閒與旅遊管理、國際關係、體育管理、商業與可持續管理、商務與設計管理、家族企業管理、商務金融、數字媒體管理、工商管理（MBA）、國際商務、國際市場營銷、國際銀行與金融、企業管理、領導力、電子商務、人力資源管理以及聲譽管理。
同時學院還可提供企業高管工商管理學士學位、線上國際商務碩士學位以及工商管理博士修讀課程。
該校與以下大學擁有合作關係，可為學生提供兩所大學的雙重學位：尼克斯學院（美國麻塞諸塞州）、查爾斯頓學院（美國南卡羅納州）、西那瓦國際大學（泰國）。歐洲大學於2013年經馬來西亞學位認證所同意，獲得與亞庇學院（馬來西亞）共同頒發雙重工商學士學位的臨時資格。
 歐洲大學在東南亞及俄羅斯等地提供商學院教學合作項目，並鼓勵學生積極參與位于不同國家及地區的校區間交流學習，地點包括西班牙、瑞士、德國、英國、奧地利、哈薩克、敘利亞、臺灣、中國大陸、馬來西亞和新加坡。

## 認證資訊

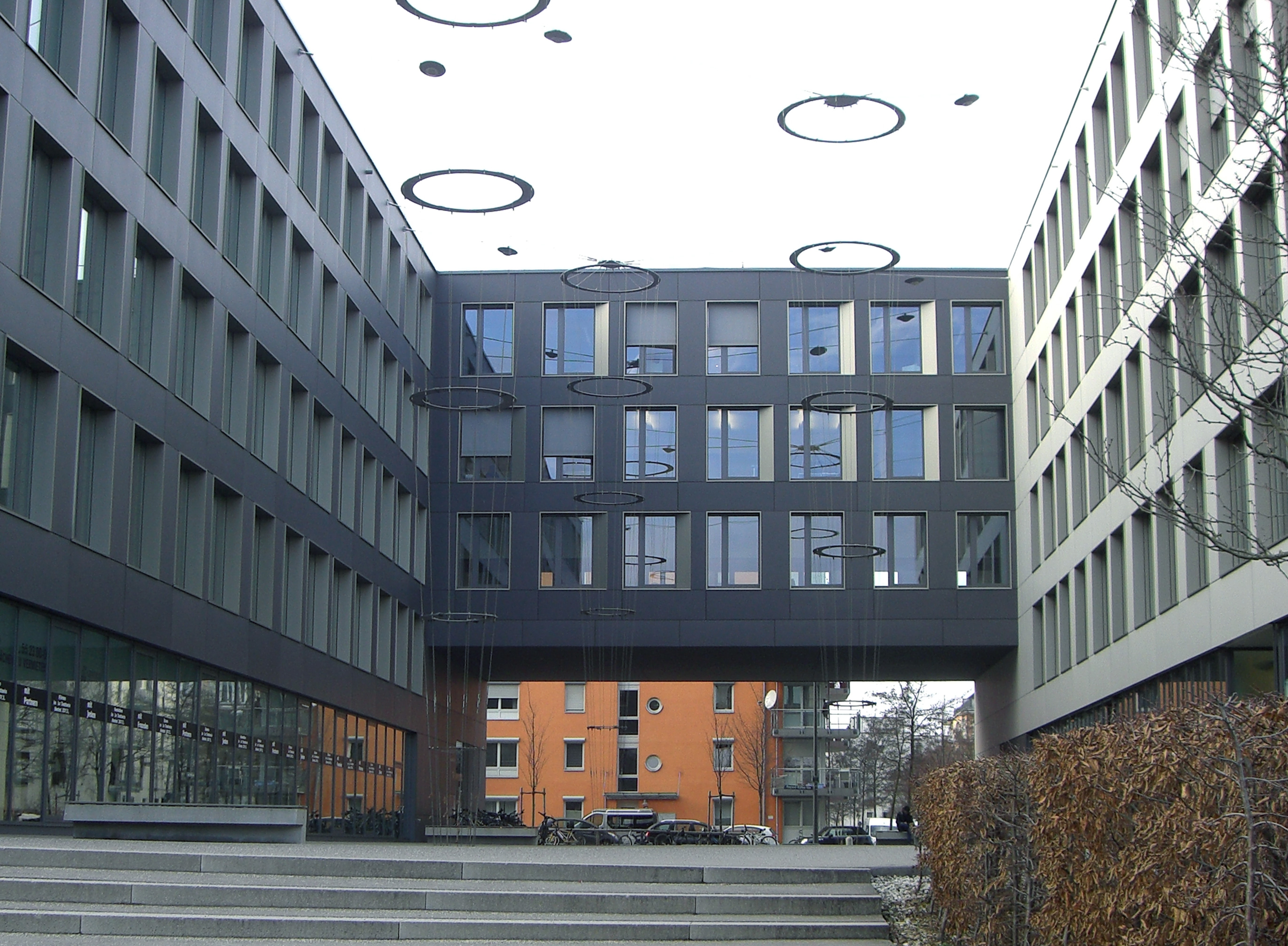
European University Munich

EU商學院提供英國與德國國家認可國際商務專業的藝術學士學位以及英國與德國國家認可國際管理專業的工商管理碩士和碩士管理學位，二者在Anabin均達到H+等級（國家認可）。
EU商學院還與國家認可的大學佩斯大學 （紐約）和費舍爾學院 （波士頓）提供聯合課程，授予學生兩個不同的學士學位
2014年11月，EU商學院獲得 EduQua（瑞士成人和繼續教育機構品質標籤）認證
該校四大校區的商業教學課程均已於2009年通過商業院校及課程認證委員會認證。
該校瑞士校區開設的商業項目還於2010年3月獲大學商業教育國際協會認證。 通過認證的項目包括大眾傳媒與公共關係、國際金融及國際商務的工商管理碩士學位（MBA）；工商管理學士學位（BBA）、大眾傳媒與公共關係的文學學士學位、國際關係的文學學士學位。
2011年1月，EU商學院獲得中部和東部歐洲管理發展協會（CEEMAN） 國際質量認證（IQA），并在2015年更新認證。

## 排名情況

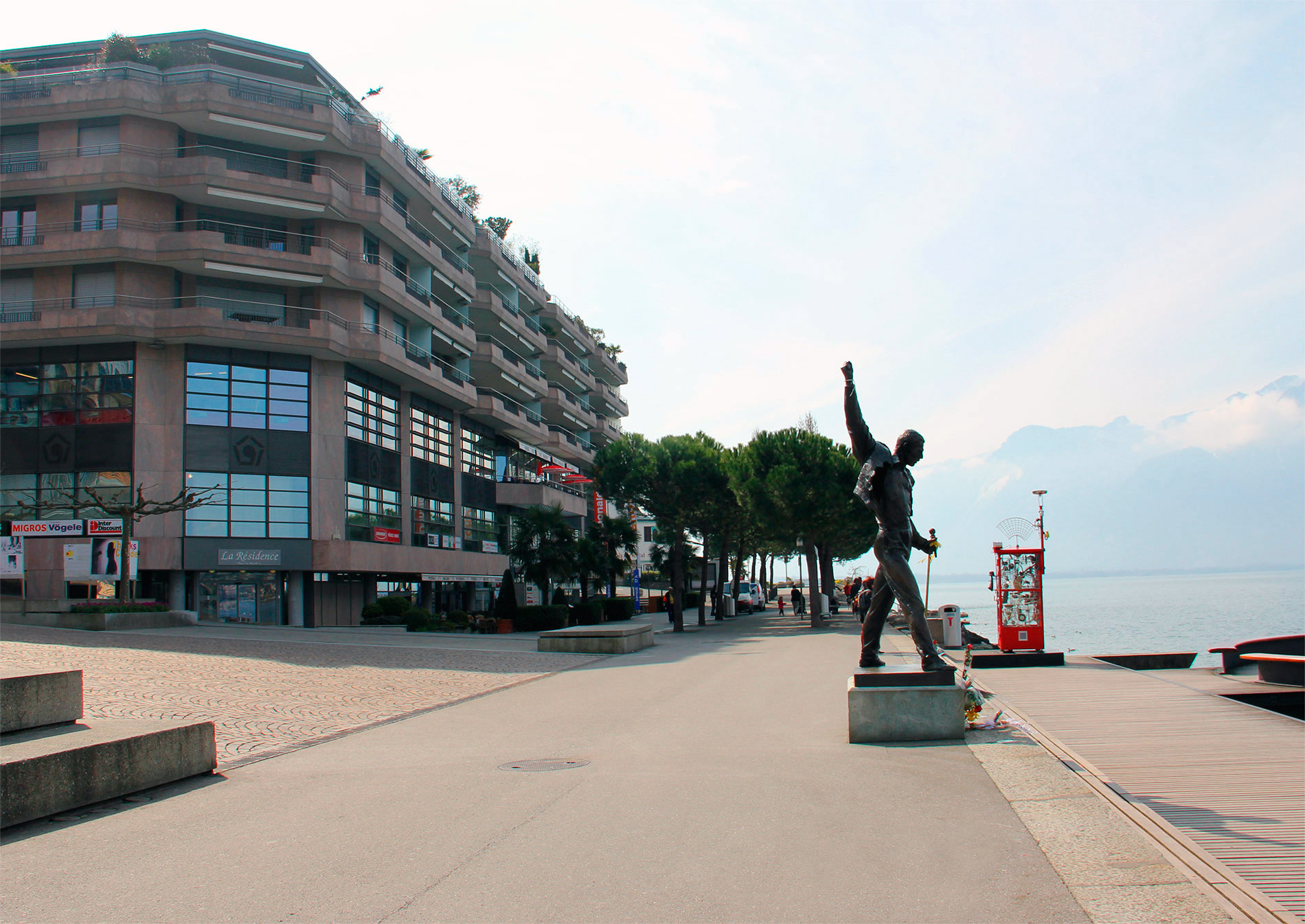
European University Montreux

### Quacquarelli Symonds
2015年，EU商學院西班牙校園在46個 Quacquarelli Symonds 歐洲工商管理碩士課程最佳投資回報率中排名第2。 在EU商學院西班牙校園完成碩士學位之後平均工資提升138%。 這是費用第二低的課程，平均回收期為23個月。
EU商學院瑞士校園在2013/14的QS全球200商學院報告中排名第三，緊跟在 IMD 和 聖加侖大學之後。該評級提供由2000多家積極僱傭MBA畢業生的雇主選定的商學院的概述。 據2013/2014 QS報告，EU西班牙、瑞士和德國校園位列第33位。
2013年，EU商學院在全球200所商學院女性QS頂尖MBA名單中位列第8。
在2011 QS報告中，EU商學院的西班牙、瑞士和德國校園位列第39名。
2010年，EU商學院西班牙校園在67所Quacquarelli Symonds （QS）歐洲商學院排名中位於第52位。

### CEO雜誌
在2016年，EU商學院的網上MBA全球位列在線排行榜第一名。此外，MBA和EMBA課程均當選為頂級歐洲課程。
在2015年，EU商學院的MBA課程位列全球前20名課程並列第一的位置，網上MBA課程排在全球在線排行榜第一位。同時，校內MBA課程是頂級歐洲MBA排行榜的組成部分，行政MBA課程使其躋身全球一線名列。
2013年，EU商學院被CEO雜誌的國際畢業生論壇選為提供歐洲MBA頂尖課程和全球EMBA二級課程的學校。

### 其他排名
2011年，資本雜誌評選EU商學院為世界女學生的第六佳商學院。
在2010年，EU商學院位列50大社交媒體友好的國際MBA學校。

## 社會關係
2013年1月，EU商學院成為日內瓦商會、工業和服務業的贊助商。
該校的瑞士校區是瑞士私立學校聯盟、日內瓦私立學校協會及日內瓦湖地區瑞士私立學校協會成員。
該校的巴塞隆納校區是西班牙學院與大學協會成員。
該校是社會商業學會、歐洲商業教育委員會及歐洲管理發展基金會成員。

## 校區簡介
該校的分校區分佈于日內瓦、蒙特勒、慕尼克和巴塞隆納，此外，在世界各地也擁有多項合作教育機構。所有校區均採用英文教學，教授內容完全統一，方便學生實現不同國家間的自由轉換。

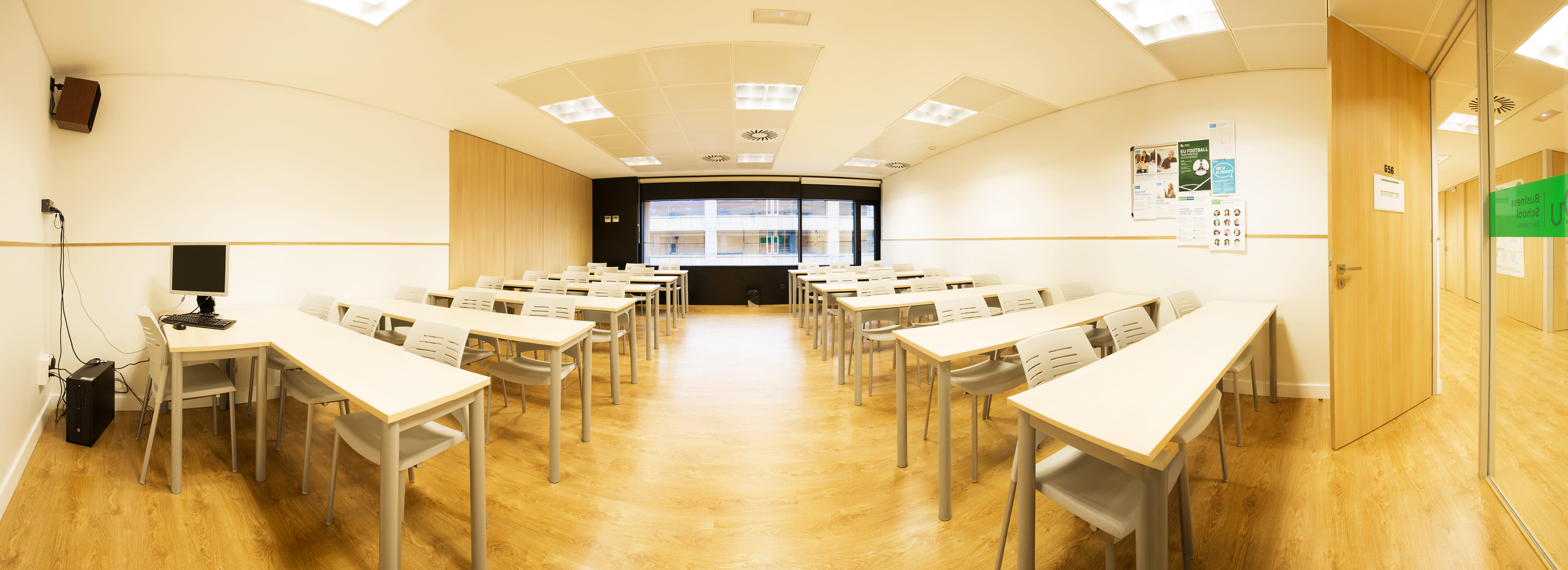
Classroom EU Business School Barcelona

日內瓦校區距日內瓦湖5分鐘路程，距法國及瑞士境內的阿爾卑斯山僅數公里。日內瓦市擁有大量國際機構，其中包括聯合國和世界貿易組織。校區內覆蓋WiFi，配備教學電腦及圖書館。
蒙特勒校區位於市中心。蒙特勒爵士音樂節是該地區最有名的活動。校區內覆蓋WiFi，配備教學電腦套件。
慕尼克校區毗鄰市中心。慕尼克是德國南部巴伐利亞州首府。校區內課件設施先進齊全，覆蓋WiFi，配備教學電腦，學生還可申請進入ProQuest學位論文管理系統。

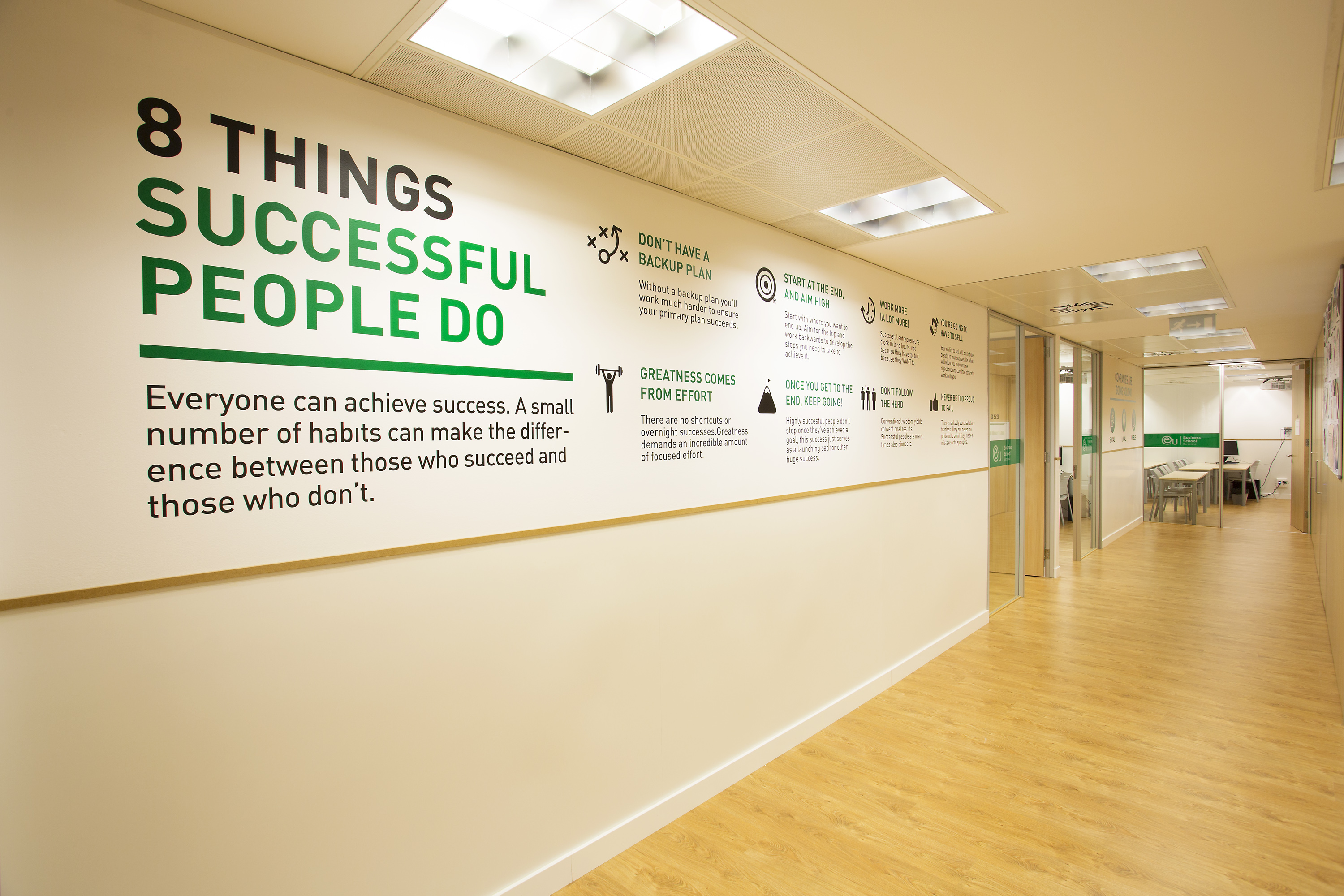
Corridor EU Business School Barcelona

巴塞隆納校區位於博納諾瓦，距市中心10分鐘車程。所有教室均配置智能交互式白板、WiFi、教學電腦套件及ProQuest電子圖書館。

## 可持續發展
該校蒙特勒校區已簽署《責任管理教育原則》，該倡議獲聯合國支持推廣，旨在鼓勵負責任的管理教學、科研及領導思維。
該校是“拉美管理學院委員會”機構成員。 同時還與國際勞工組織共同發起了一項“企業社會責任認證計劃”。
國際綠十字會獲得了該校頒出的2014年度“可持續發展大獎”。
2012年，該校設立了可持續管理文學學士學位。

## 榮譽學位
2014年6月25日，杜哈銀行首席執行官希薩拉曼博士獲得該校全球管理博士學位。 瑞士前總統阿道夫奧吉也獲此學位，並受該校之邀前來出席的他的著作《阿道夫奧吉：政治家與體育家》英文版發佈會。
榮譽學位的獲得者還包括小尼克 哈耶克、傑拉德 杜布瓦、阿貝爾吉奧澤維奇 阿岡貝揚、亞歷山大 維諾庫羅夫及史蒂夫傑爾達等等。
2015年6月27日，布賴恩·庫克森獲得EU商學院民法博士學位， 榮譽學位 。

## 社會活動
歐洲大學是“克魯塞羅商業網絡”計劃的教育類別合作夥伴。該計劃融合了教育、娛樂及網路三大領域。
2013年，歐洲大學將“企業社會責任大獎”授予西班牙Make-A-Wish基金會； 2012年則將此殊榮頒給了巴塞隆納足球俱樂部基金會。
2013年12月，歐洲大學與塞裡亞-聖格瓦西街區政府共同組織參與一項學生迎新活動。
2014年7月，歐洲大學舉辦名為“新世界”的TEDxBarcelona活動，邀請了8位演說嘉賓前來分享他們對於社會、建築、醫學及科技等方面的未來展望。
歐洲大學跨文化商業問題教授、加泰隆尼亞民主聚合党成員及歐洲自由民主聯盟副主席馬克 蓋雷羅於2013年12月出版了《重啟歐洲》一書。該著作對歐洲的未來進行了樂觀分析，討論了歐洲社會介於歷史價值觀與將來未知性之間的困惑。
EU商學院是蒙特勒爵士音樂節“非典型合作夥伴”。
2015年1月，EU商學院主辦了伊沃爾訥瑞士經濟論壇Romandie啟動活動。